# Kellie Harrington
Kellie Anne Harrington (* 11. Dezember 1989 in Dublin) ist eine irische Boxerin im Leichtgewicht.

## Boxkarriere
Kellie Harrington ist Linksauslegerin und begann 2005 mit dem Boxen. Sie trainierte bisher in den Dubliner Boxclubs Glasnevin und St. Mary’s. Betreut wird sie von Noel Burke, Zauri Antia und Dmitri Dmitruk. Bis Ende November 2018 bestritt sie über 70 Kämpfe und wurde irische Meisterin der Jahre 2010, 2011, 2013, 2014, 2015, 2017 und 2018.
Bei den EU-Meisterschaften 2008 in England, 2011 in Polen und 2013 in Ungarn erreichte sie jeweils das Viertelfinale und nahm auch an den Europameisterschaften 2011 in den Niederlanden teil, wo sie im Achtelfinale gegen Martina Schmoranzová knapp mit 9:9+ ausschied.
Bei den Weltmeisterschaften 2016 in Kasachstan kämpfte sie sich im Halbweltergewicht (-64 kg) gegen Austeja Auciote, Cindy Rogge, Sarina Tsolojewa und Sara Kali ins Finale vor, wo sie gegen Yang Wenlu unterlag und die Silbermedaille gewann. Bei den Europameisterschaften 2016 in Bulgarien schied sie im Achtelfinale gegen Alexandra Ordina aus.
Nach dem Gewinn der Silbermedaille im Leichtgewicht (-60 kg) bei den EU-Meisterschaften 2017 in Italien und einer Bronzemedaille bei den Europameisterschaften 2018 in Bulgarien, wurde sie auch bei den Weltmeisterschaften 2018 in Indien eingesetzt. Dort gewann sie die Goldmedaille im Leichtgewicht mit Siegen gegen Troy Garton, Sarita Laishram, Caroline Veyre, Karina Ibragimowa und Supaporn Srisondee. Sie wurde damit die erst zweite irische Amateurweltmeisterin im Boxen nach Katie Taylor und darüber hinaus die erste, die WM-Finals in zwei Gewichtsklassen erreichen konnte. Auch keinem ihrer männlichen Kollegen gelang dies zuvor.
Die Europaspiele 2019 in Belarus beendete sie mit dem Gewinn der Silbermedaille, nachdem sie erst im Finale gegen Mira Potkonen unterlegen war.
Im Juni 2021 gewann sie die europäische Olympiaqualifikation in Paris. Bei den Olympischen Spielen 2020 in Tokio gewann sie die Goldmedaille, nachdem sie sich gegen Rebecca Nicoli, Imane Khelif, Sudaporn Seesondee und Beatriz Ferreira durchgesetzt hatte. Während der Eröffnungsfeier war sie, gemeinsam mit dem Boxer Brendan Irvine, die Fahnenträgerin ihrer Nation.
Im Oktober 2022 gewann sie die Europameisterschaft in Budva und 2023 die Europaspiele in Krakau, zudem gewann sie Bronze bei der Europameisterschaft 2024 in Belgrad. Bei den Olympischen Spielen 2024 in Paris gewann sie ihre zweite olympische Goldmedaille, nachdem sie sich jeweils gegen Alessia Mesiano, Angie Valdes, Beatriz Ferreira und Yang Wenlu durchgesetzt hatte.

## Ehrungen
- 2021: Finalistin der Wahl zu Irlands Sportler des Jahres[21]
- 2021: Frau des Jahres, Irish Tatler[22]
- 2018: Finalistin der Wahl zu Irlands Sportler des Jahres[23]
- 2018: Sportlerin des Jahres, Irish Times/Sport Ireland[24]
- 2022: Irish Book Award – Sports Book of the Year: Kellie (verfasst mit Roddy Doyle)

## Privates
Ihre langjährige Lebenspartnerin ist Mandy Laughlin.